# Christian Baumann
Christian Baumann (n. 25 februarie 1995, Leutwil⁠(d), cantonul Aargau, Elveția) este un gimnast elvețian, laureat cu argint la paralele la Campionatele europene de gimnastică individuală din 2015

## Legături externe
- en  Prezentare[nefuncțională]
 la Federația internațională de gimnastică
- en Christian Baumann la Olympedia.org